# Гришин, Евгений Владимирович
Евге́ний Влади́мирович Гри́шин (14 июля 1971, Черемхово, Иркутская область — 23 января 2004, Иркутск) — нападающий; мастер спорта России (1994) по хоккею с мячом.

## Биография
Начал играть в черемховской детской команде «Старт», первый тренер А. В. Денисов . «Локомотив», «Сибскана», «Сибскана-Энергия» (Иркутск) — 1988—2001, 2002/03 (по январь), СКА (Свердловск) — 1991 (осень), «Зенит» (Иркутск) — 2001/02. В высшей лиге чемпионатов СССР и России 305 матчей, 311 мячей (все в составе «Локомотива», «Сибсканы» и «Сибсканы-Энергии»)  . В розыгрышах Кубка страны 86 матчей, 55 мячей («Локомотив», «Сибскана», «Сибскана-Энергия» — 80, 54; СКА (Св) — 6, 1). Лучший бомбардир иркутской команды мастеров в чемпионатах страны. 
Любимец иркутской публики, обладал особым голевым чутьём, высокой скоростью, отличной техникой, маневренностью и напористостью . Ставил в тупик оборону соперников своим внезапным появлением вблизи ворот. В сложной игровой ситуации мог принять нестандартное решение. Неоднократно выручал команду в игре, в нужный момент мог забить переломные и решающие мячи. Обладал мощным ударом с правой руки, что позволяло ему отличаться при реализации стандартных положений .
После трагичной смерти была написана книга «Евгений Гришин: Горький лёд» (2004).

## Достижения
В списке «22-х лучших» — 1995, 1996, 1997 и 1998 (лучший нападающий России).

 Серебряный призёр чемпионата России (1998).

 Бронзовый призёр чемпионатов России (1995, 1999).

 Чемпион РСФСР (1990).

 Чемпион IX зимней Спартакиады народов РСФСР (1989).

 Чемпион I Молодёжных игр (1989).

 Чемпион СССР среди юношей (1987).

 Обладатель Кубка лесников (Швеция, 1995) .

### Статистика выступлений в чемпионатах и кубках СССР, СНГ, России
| Сезон     | Клуб                       | Чемпионат | Чемпионат | Чемпионат | Чемпионат | Кубок | Кубок | Кубок | Кубок |
| Сезон     | Клуб                       | И         | М         | П         | О         | И     | М     | П     | О     |
| --------- | -------------------------- | --------- | --------- | --------- | --------- | ----- | ----- | ----- | ----- |
| 1988/1989 | Локомотив (Иркутск)        | 13        | 0         |           | 0         | 9     | 0     |       | 0     |
| 1990/1991 | Локомотив (Иркутск)        | 26        | 17        |           | 17        | 7     | 2     |       | 2     |
| 1991/1992 | СКА (Свердловск)           |           |           |           |           | 6     | 1     |       | 1     |
|           | Локомотив (Иркутск)        | 30        | 32        |           | 32        |       |       |       |       |
| 1992/1993 | Сибскана (Иркутск)         | 22        | 30        |           | 30        | 5     | 1     |       | 1     |
| 1993/1994 | Сибскана (Иркутск)         | 28        | 32        |           | 32        | 5     | 9     |       | 9     |
| 1994/1995 | Сибскана (Иркутск)         | 26        | 37        |           | 37        | 4     | 2     |       | 2     |
| 1995/1996 | Сибскана (Иркутск)         | 26        | 29        |           | 29        | 5     | 5     |       | 5     |
| 1996/1997 | Сибскана (Иркутск)         | 28        | 35        |           | 35        | 5     | 2     |       | 2     |
| 1997/1998 | Сибскана (Иркутск)         | 30        | 38        |           | 38        | 9     | 11    |       | 11    |
| 1998/1999 | Сибскана (Иркутск)         | 22        | 17        |           | 17        | 9     | 10    |       | 10    |
| 1999/2000 | Сибскана (Иркутск)         | 23        | 22        | 4         | 26        | 11    | 4     | 3     | 7     |
| 2000/2001 | Сибскана (Иркутск)         | 21        | 18        | 2         | 20        | 5     | 4     | 1     | 5     |
| 2002/2003 | Сибскана-Энергия (Иркутск) | 10        | 4         | 0         | 4         | 6     | 4     | 0     | 4     |
| Всего     | 13 сезонов                 | 305       | 311       | 6         | 317       | 86    | 55    | 4     | 59    |

Примечание: Статистика голевых передач ведется с сезона - 1999/2000.

### В чемпионатах СССР, СНГ, России забивал мячи в ворота 26 команд
```
 1.Кузбасс             = 28 мячей  14-15.Строитель С.   = 11
 2.Агрохим             = 24        14-15.Зоркий         = 11
 3-4.Саяны             = 22        16.Родина            =  9
 3-4.Уральский трубник = 22        17.Североникель      =  6
 5-6.СКА-Свердловск    = 21        18-20.Восток         =  5
 5-6.Сибсельмаш        = 21        18-20.Заря Н.        =  5
 7.Енисей              = 20        18-20.СКА-Забайкалец =  5
 8.Юность О.           = 17        21.Вымпел            =  4
 9.Водник              = 15        22-24.Динамо М       =  3
10-11.СКА-Нефтяник     = 14        22-24.Динамо А-А     =  3
10-11.Шахтёр Л-К       = 14        22-24.Север          =  3
12.Маяк                = 13        25.Волга             =  2
13.Старт               = 12        26.Динамо-Казань     =  1
```

### В чемпионатах СССР, СНГ, России количество мячей в играх
по 1 мячу забивал  в 76 играх
 
по 2 мяча забивал  в  63 играх
 
по 3 мяча забивал  в  23 играх
 
по 4 мяча забивал  в   10 играх

Свои 311 мячей забросил в 172 играх, в 133 играх мячей не забивал.